# 日本海 (八代亜紀の曲)
「日本海」（にほんかい）は、1983年8月21日に発売された八代亜紀の45枚目のシングル。

## 解説
- 同年7月に狩人が、11月に二宮直樹が本楽曲のレコードを発売したため、合計3組の競作曲となった。
- 八代は本楽曲で、第25回日本レコード大賞・特別金賞を受賞した。また、同年の第34回NHK紅白歌合戦において本楽曲が歌唱された。

## 収録曲
- 両楽曲共に、作詞：阿久悠

1. 日本海（4分13秒）
作曲：大野克夫／編曲：三木たかし
2. おんな北帰行（3分36秒）
作曲：浜圭介／編曲：竜崎孝路

## 狩人によるシングル
「日本海」（にほんかい）は、1983年7月23日に発売された狩人の16枚目のシングル。

### 収録曲
1. 日本海（3分44秒）
作詞：阿久悠／作曲：大野克夫／編曲：信田かずお
2. メローな夜（3分35秒）
作詞・作曲：かとう邦彦／編曲：松井忠重